# România la Jocurile Olimpice de iarnă din 2018
România a participat la Jocurile Olimpice de iarnă din 2018 din Pyeongchang, Coreea de Sud în perioada 9-25 februarie 2018, cu o delegație de 28 sportivi care a concurat la 8 sporturi.

## Biatlon
| Sportiv                                             | Probă               | Timp      | Ratări        | Loc |
| --------------------------------------------------- | ------------------- | --------- | ------------- | --- |
| George Buta                                         | Individual masculin | 51:55,6   | 1 (0+0+1+0)   | 37  |
| Remus Faur                                          | Sprint masculin     | 26:03,3   | 1 (0+1)       | 68  |
| Remus Faur                                          | Individual masculin | 55:01,5   | 4 (0+0+0+4)   | 74  |
| Gheorghe Pop                                        | Sprint masculin     | 28:04,4   | 5 (2+3)       | 86  |
| Gheorghe Pop                                        | Individual masculin | 54:40,1   | 3 (2+0+1+0)   | 69  |
| Cornel Puchianu                                     | Sprint masculin     | 25:52,7   | 1 (1+0)       | 60  |
| Cornel Puchianu                                     | Urmărire masculin   | 39:37,6   | 5 (1+1+2+1)   | 58  |
| Cornel Puchianu                                     | Individual masculin | 53:12,1   | 4 (0+2+0+2)   | 55  |
| Marius Ungureanu                                    | Sprint masculin     | 28:59,1   | 4 (2+2)       | 87  |
| George Buta Remus Faur Gheorghe Pop Cornel Puchianu | Ștafetă masculin    | 1:22:51,1 | 2+8 (0+1 2+7) | 14  |
| Éva Tófalvi                                         | Sprint feminin      | 25:20,0   | 4 (2+2)       | 81  |
| Éva Tófalvi                                         | Individual feminin  | 52:13,7   | 7 (1+2+4+0)   | 84  |

## Bob
România a calificat trei echipaje care constau într-un total de opt sportivi.
| Sportiv                                                  | Probă                     | Manșa 1 | Manșa 1 | Manșa 2 | Manșa 2 | Manșa 3 | Manșa 3 | Manșa 4       | Manșa 4       | Total   | Total |
| Sportiv                                                  | Probă                     | Timp    | Loc     | Timp    | Loc     | Timp    | Loc     | Timp          | Loc           | Timp    | Loc   |
| -------------------------------------------------------- | ------------------------- | ------- | ------- | ------- | ------- | ------- | ------- | ------------- | ------------- | ------- | ----- |
| Mihai Tentea Nicolae Daroczi                             | Echipaj de dublu masculin | 49,69   | 14      | 49,72   | 17      | 49,93   | 25      | 49,64         | 12            | 3:18:98 | 18    |
| Dorin Grigore Florin Crăciun Levente Bartha Paul Muntean | Echipaj de patru masculin | 50,55   | 29      | 50,79   | 29      | 50,81   | 29      | Nu au avansat | Nu au avansat | 2:32,15 | 29    |
| Maria Constantin Andreea Grecu                           | Echipaj de dublu feminin  | 51,17   | 12      | 51,40   | 15      | 51,39   | 14      | 51,57         | 19            | 3:25,53 | 16    |

## Patinaj viteză
| Sportiv              | Probă         | Finala | Finala |
| Sportiv              | Probă         | Timp   | Loc    |
| -------------------- | ------------- | ------ | ------ |
| Alexandra Ianculescu | 500 m feminin | 40,70  | 31     |

## Sanie
| Sportiv                                                           | Probă               | Manșa 1 | Manșa 1 | Manșa 2 | Manșa 2 | Manșa 3 | Manșa 3 | Manșa 4      | Manșa 4      | Total    | Total |
| Sportiv                                                           | Probă               | Timp    | Loc     | Timp    | Loc     | Timp    | Loc     | Timp         | Loc          | Timp     | Loc   |
| ----------------------------------------------------------------- | ------------------- | ------- | ------- | ------- | ------- | ------- | ------- | ------------ | ------------ | -------- | ----- |
| Valentin Crețu                                                    | Individual masculin | 49,030  | 28      | 49,085  | 33      | 48,424  | 26      | Nu a avansat | Nu a avansat | 2:26,539 | 29    |
| Andrei Turea                                                      | Individual masculin | 49,482  | 32      | 48,489  | 26      | 49,314  | 35      | Nu a avansat | Nu a avansat | 2:27,285 | 31    |
| Cosmin Atodiresei Ștefan Musei                                    | Dublu masculin      | 47,101  | 18      | 47,171  | 19      | N/A     | N/A     | N/A          | N/A          | 1:34,272 | 19    |
| Raluca Strămăturaru                                               | Individual feminin  | 46,469  | 8       | 46,532  | 12      | 46,606  | 9       | 46,681       | 6            | 3:06,288 | 7     |
| Raluca Strămăturaru Valentin Crețu Cosmin Atodiresei Ștefan Musei | Ștafetă mixtă       | 47,097  | 3       | 49,609  | 11      | 50,138  | 11      | N/A          | N/A          | 2:26,844 | 10    |

## Sărituri cu schiurile
| Sportiv            | Probă                      | Calificări | Calificări | Calificări | Prima rundă | Prima rundă | Prima rundă | Finala | Finala | Finala |
| Sportiv            | Probă                      | Distanță   | Puncte     | Loc        | Distanță    | Puncte      | Loc         | Puncte | Loc    |        |
| ------------------ | -------------------------- | ---------- | ---------- | ---------- | ----------- | ----------- | ----------- | ------ | ------ | ------ |
| Daniela Haralambie | Trambulină normală feminin | 80,5       | 66,5       | 27 C       | 85,0        | 84,3        | 20          | 150,8  | 25     |        |

## Scheleton
| Sportiv      | Probă    | Manșa 1 | Manșa 1 | Manșa 2 | Manșa 2 | Manșa 3 | Manșa 3 | Manșa 4      | Manșa 4      | Total   | Total |
| Sportiv      | Probă    | Timp    | Loc     | Timp    | Loc     | Timp    | Loc     | Timp         | Loc          | Timp    | Loc   |
| ------------ | -------- | ------- | ------- | ------- | ------- | ------- | ------- | ------------ | ------------ | ------- | ----- |
| Dorin Velicu | Masculin | 51,91   | 25      | 51,51   | 23      | 52,02   | 27      | Nu a avansat | Nu a avansat | 2:35,40 | 24    |
| Maria Mazilu | Feminin  | 53,31   | 18      | 53,47   | 19      | 53,48   | 18      | 53,66        | 19           | 3:33,92 | 18    |

## Schi alpin
| Sportiv         | Probă                 | Manșa 1           | Manșa 1           | Manșa 2           | Manșa 2           | Total             | Total             |
| Sportiv         | Probă                 | Timp              | Loc               | Timp              | Loc               | Timp              | Loc               |
| --------------- | --------------------- | ----------------- | ----------------- | ----------------- | ----------------- | ----------------- | ----------------- |
| Alexandru Barbu | Slalom uriaș masculin | 1:19,74           | 66                | 1:17,40           | 52                | 2:37,14           | 55                |
| Alexandru Barbu | Slalom masculin       | Nu a terminat     | Nu a terminat     | Nu a terminat     | Nu a terminat     | Nu a terminat     | Nu a terminat     |
| Ania Caill      | Coborâre feminin      | N/A               | N/A               | N/A               | N/A               | 1:45,06           | 28                |
| Ania Caill      | Super-G feminin       | N/A               | N/A               | N/A               | N/A               | 1:25,74           | 36                |
| Ania Caill      | Slalom uriaș feminin  | Nu a luat startul | Nu a luat startul | Nu a luat startul | Nu a luat startul | Nu a luat startul | Nu a luat startul |

## Schi fond
Distanță
| Sportiv       | Probă                    | Clasic  | Clasic | Liber   | Liber | Finală    | Finală   | Finală |
| Sportiv       | Probă                    | Timp    | Loc    | Timp    | Loc   | Timp      | Deficit  | Loc    |
| ------------- | ------------------------ | ------- | ------ | ------- | ----- | --------- | -------- | ------ |
| Alin Cioancă  | 15 km liber masculin     | N/A     | N/A    | N/A     | N/A   | 36:31,9   | +2:48,0  | 43     |
| Paul Pepene   | 15 km liber masculin     | N/A     | N/A    | N/A     | N/A   | 36:19,1   | +2:35,2  | 37     |
| Paul Pepene   | 30 km schiatlon masculin | 41:16,2 | 30     | 36:37,8 | 28    | 1:18:20,4 | +2:00,4  | 24     |
| Paul Pepene   | 20 km clasic masculin    | N/A     | N/A    | N/A     | N/A   | 2:18:44,0 | +10:21,9 | 32     |
| Tímea Lőrincz | 10 km liber feminin      | N/A     | N/A    | N/A     | N/A   | 28:40,9   | +3:40,4  | 53     |

Sprint
| Sportiv                  | Probă               | Calificări | Calificări | Sferturi de finală | Sferturi de finală | Semifinală   | Semifinală   | Finală        | Finală        |
| Sportiv                  | Probă               | Timp       | Loc        | Timp               | Loc                | Timp         | Loc          | Timp          | Loc           |
| ------------------------ | ------------------- | ---------- | ---------- | ------------------ | ------------------ | ------------ | ------------ | ------------- | ------------- |
| Alin Cioancă             | Sprint masculin     | 3:22,22    | 47         | Nu a avansat       | Nu a avansat       | Nu a avansat | Nu a avansat | Nu a avansat  | Nu a avansat  |
| Alin Cioancă Paul Pepene | Sprint liber echipe | N/A        | N/A        | N/A                | N/A                | 16:52,38     | 9            | Nu au avansat | Nu au avansat |
| Tímea Lőrincz            | Sprint feminin      | 3:48,84    | 61         | Nu a avansat       | Nu a avansat       | Nu a avansat | Nu a avansat | Nu a avansat  | Nu a avansat  |